# Changfeng Motor
Changfeng Motors (广汽长丰汽车股份有限公司 en chinois simplifié) est un constructeur automobile chinois appartenant à GAC Group mais qui était à l'origine une marque de l'armée populaire de libération. Sa production se résume majoritairement à des SUV et 4x4, vendus la plupart du temps en Chine.
À l'origine, Changfeng vendait des Mitsubishi Pajero construits sous licence, soit sous la marque Mitsubishi elle-même, soit sous le nom de Lièbào (panthère), plus tard changé en Leopaard.
Aujourd'hui, la marque vend toujours des pick-ups et SUV Mitsubishi construits sous licence.

## Histoire

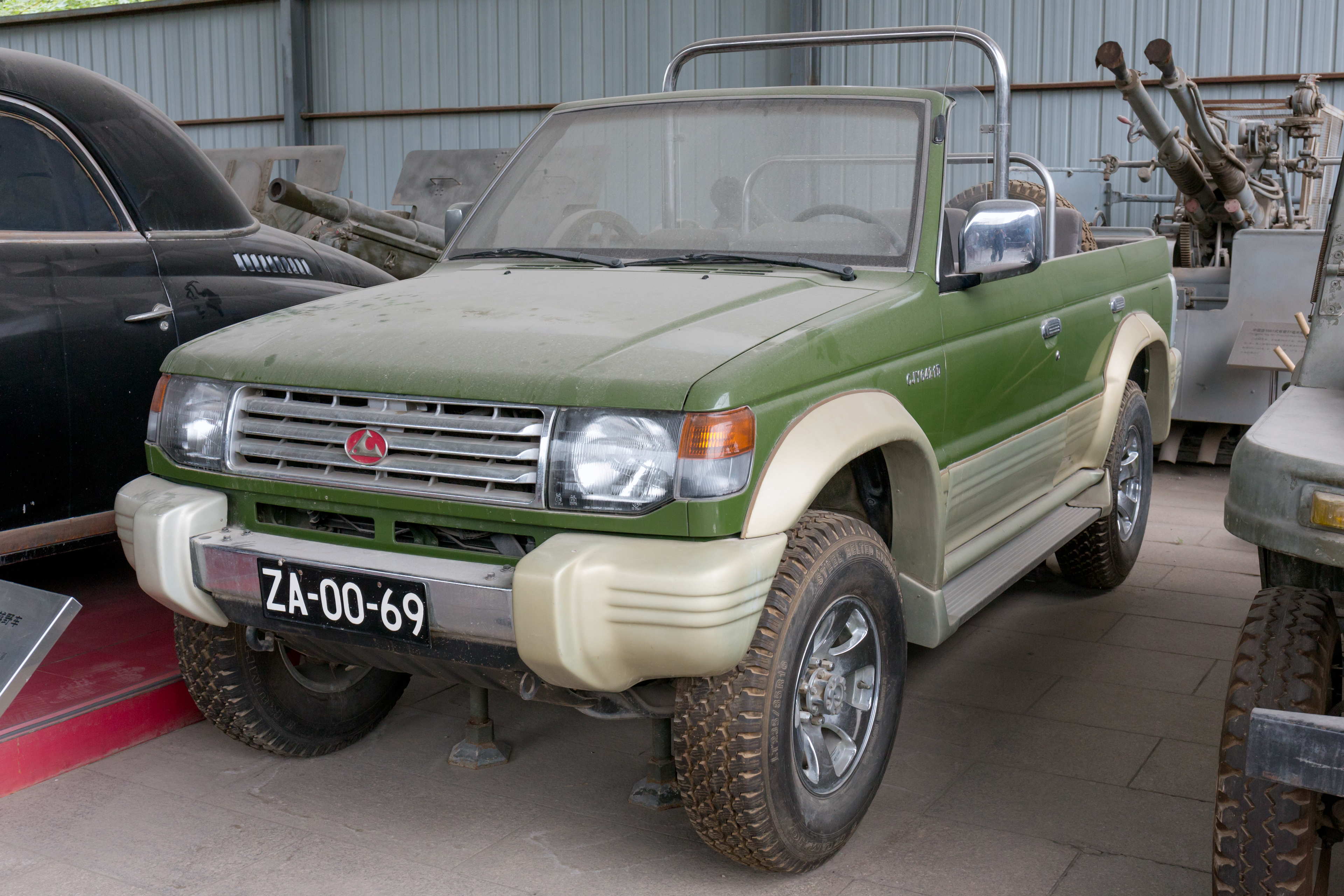
Un Changfeng Liebao CJY6421D au Musée militaire de Pékin.

Changfeng tire son origine, en 1950, de l'usine No 7319, une petite usine d'armement du Guangdong,.
La production de SUV commence en 1988, avec des Beijing BJ212, puis de Mitsubishi Pajero version 1991 depuis 1995. En 1996, le nom de la compagnie devient Changfeng Auto Manufacturing.
Anticipant son rachat par GAC Group, le nom change de nouveau en 2009, passant de Hunan Changfeng Motor Co à GAC Changfeng Motor Co Ltd.
Ce rachat est effectué en 2012, où GAC Group le contrôle majoritaire de l'entreprise, en rachetant les 22% de parts de Changfeng Group et les 15% détenues par Mitsubishi en l'échange d'une promesse de coentreprise avec cette dernière. Le 20 mars 2012, la compagnie est retirée de la bourse de Shanghai.
Aujourd'hui, la marque vend ses SUV sous la marque Leopaard.

## Production, ventes et modèles

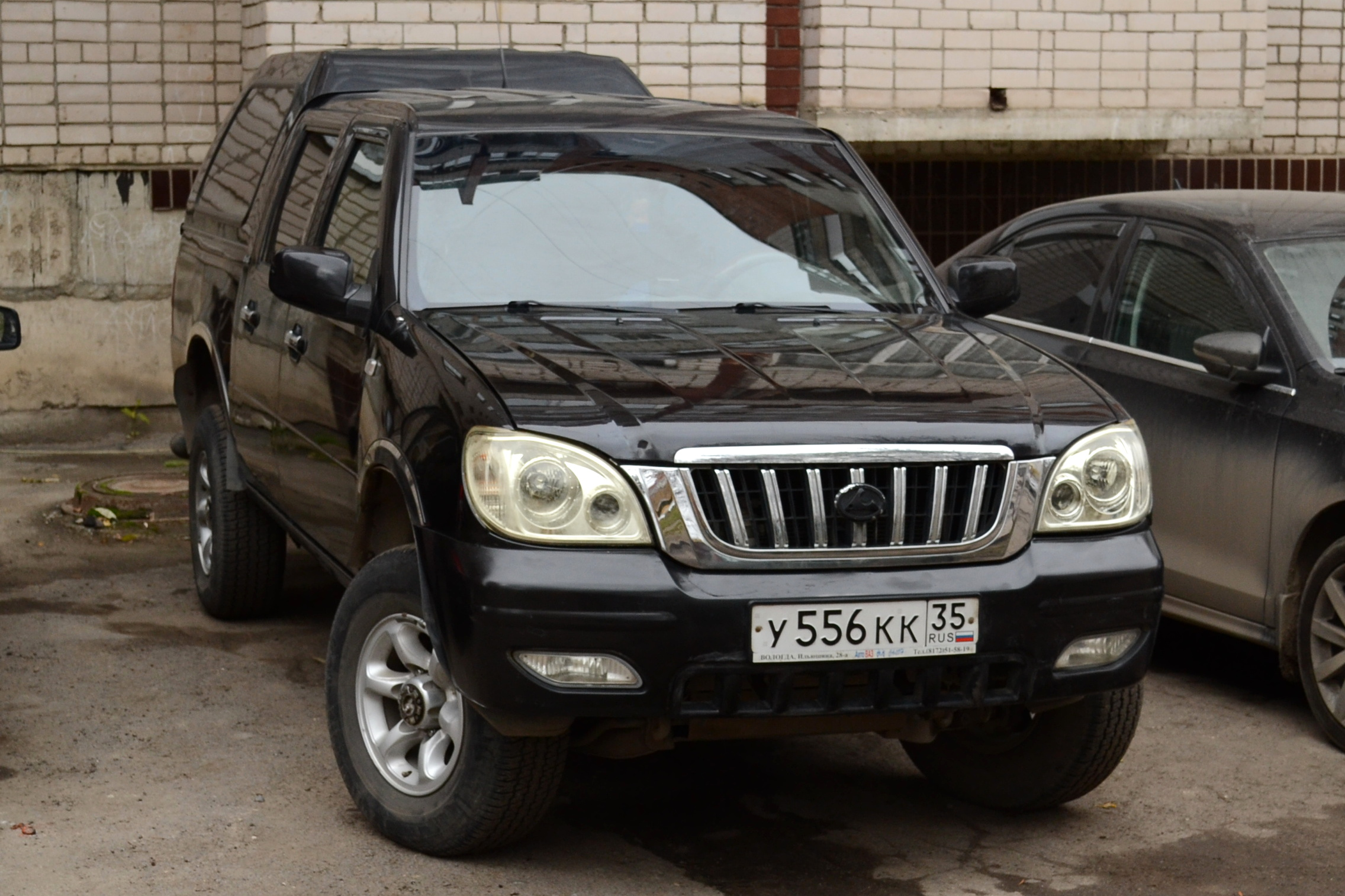
Un ChangFeng Flying.

Près de 70% des ventes de la marque se font envers la police, l'armée ou les agences gouvernementales chinoises, du fait notamment, de son association, à l'origine, avec l'armée populaire de libération. On estime les ventes entre 30000 et 50000 exemplaires entre 2009 et 2011 avant de tomber à 20000 en 2012.
Depuis 2006, la marque exporte ses véhicules en Russie, en Asie du Sud-Est, au Moyen-Orient et en Afrique, surtout à destination de particuliers.
Les véhicules sont assemblés dans des usines toutes situées en Chine, à Yangzihou, Changsha et Yongzhou tandis que les pièces sont manufacturées à Hengyang et Huizhou.
La marque vend ou a vendu les modèles suivants :
- Leopaard C5EV
- Leopaard Q6
- Leopaard CT7
- Leopaard CS3 BEV
- Leopaard CS7
- Leopaard CS9/ CS9EV
- Leopaard CS10
- Liebao Heijingang
- Leopaard Mattu
- Changfeng Fine
- Changfeng Flyin
- Changfeng Kylin

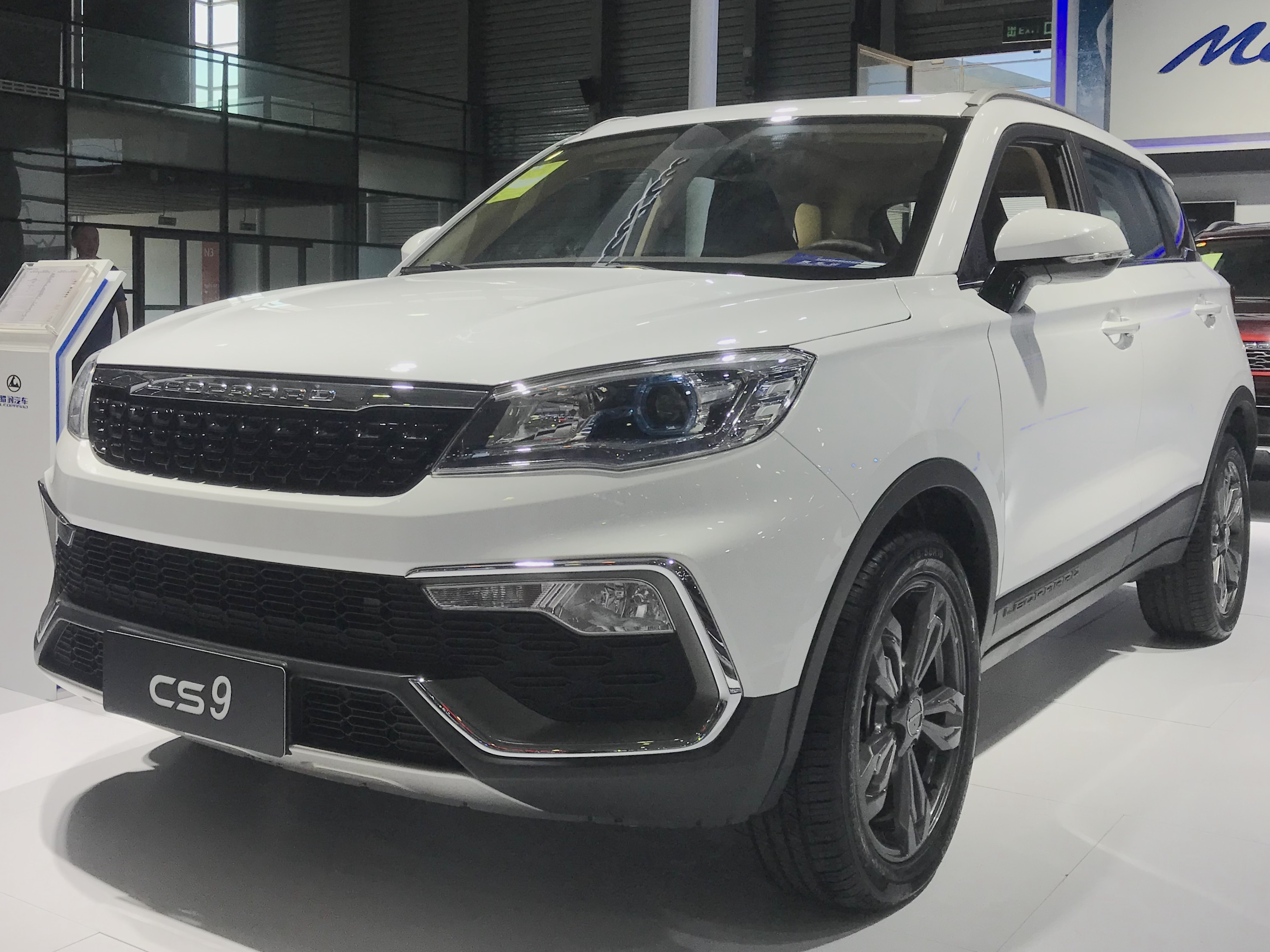
Un Leopaard CS9.

- Mitsubishi Pajero iO Pinin (Feiton)
- Liebao Qinbing
- Changfeng DUV
- Liebao Feiteng
- Sanlian SL-130B
- Beijing BJ212
- Changfeng CF-630